# Pro Victoria Pallavolo 2023-2024
Questa voce raccoglie le informazioni riguardanti la Pro Victoria Pallavolo nelle competizioni ufficiali della stagione 2023-2024.

## Stagione
Nella stagione 2023-24 la Pro Victoria Pallavolo assume la denominazione sponsorizzata di Allianz Vero Volley Milano.
Grazie ai risultati ottenuti nella stagione 2022-23 disputa la Supercoppa italiana, che perde venendo sconfitta nella finale unica contro l'Imoco.
Partecipa per l'ottava volta alla Serie A1; chiude la regular season di campionato al terzo posto in classifica, qualificandosi per i play-off scudetto: perde la serie delle semifinali contro la Savino Del Bene.
Grazie al secondo posto al termine del girone di andata del campionato, la Pro Victoria si qualifica per la Coppa Italia, arrivando in finale, dove è sconfitta dall'Imoco.
Partecipa alla Champions League: dopo aver superato la fase a gironi al primo posto nel proprio raggruppamento e i quarti di finale battendo il ŁKS, si qualifica per la finale con la vittoria al golden set contro il Fenerbahçe; nell'ultimo atto della competizione viene sconfitta dall'Imoco.

## Organigramma societario
Area direttiva
- Presidente: Carlo Rigaldo

Area tecnica
- Allenatore: Marco Gaspari
- Allenatore in seconda: Luca Bucaioni
- Assistente allenatore: Simone Bendandi

## Rosa
| N° | Nome                  | Ruolo | Data di nascita  | Nazionalità sportiva |
| -- | --------------------- | ----- | ---------------- | -------------------- |
| 1  | Héléna Cazaute        | S     | 17 dicembre 1997 | Francia              |
| 3  | Adhuoljok Malual      | O     | 14 novembre 2000 | Italia               |
| 5  | Laura Heyrman         | C     | 17 maggio 1993   | Belgio               |
| 7  | Raphaela Folie        | C     | 7 marzo 1991     | Italia               |
| 8  | Alessia Orro          | P     | 18 luglio 1998   | Italia               |
| 10 | Beatrice Parrocchiale | L     | 26 dicembre 1995 | Italia               |
| 11 | Vittoria Prandi       | P     | 4 novembre 1994  | Italia               |
| 12 | Teodora Pušić         | L     | 13 marzo 1993    | Serbia               |
| 14 | Dana Rettke           | C     | 21 gennaio 1999  | Stati Uniti          |
| 15 | Kara Bajema           | S     | 24 marzo 1998    | Stati Uniti          |
| 17 | Myriam Sylla          | S     | 8 gennaio 1995   | Italia               |
| 18 | Paola Egonu           | O     | 18 dicembre 1998 | Italia               |
| 19 | Nika Daalderop        | S     | 29 novembre 1998 | Paesi Bassi          |
| 28 | Sonia Candi           | C     | 8 novembre 1993  | Italia               |
| 55 | Brenda Castillo       | L     | 5 giugno 1992    | Rep. Dominicana      |

## Mercato
| Acquisti                               | Acquisti         | Acquisti        | Acquisti   |
| R.                                     | Nome             | da              | Modalità   |
| -------------------------------------- | ---------------- | --------------- | ---------- |
| S                                      | Kara Bajema      | VakıfBank       | definitivo |
| L                                      | Brenda Castillo  | Savino Del Bene | definitivo |
| S                                      | Héléna Cazaute   | Chieri '76      | definitivo |
| S                                      | Nika Daalderop   | VakıfBank       | definitivo |
| O                                      | Paola Egonu      | VakıfBank       | definitivo |
| C                                      | Laura Heyrman    | Eczacıbaşı      | definitivo |
| O                                      | Adhuoljok Malual | Casalmaggiore   | definitivo |
| P                                      | Vittoria Prandi  | Pinerolo        | definitivo |
| Trasferimenti nel corso della stagione |                  |                 |            |
| L                                      | Teodora Pušić    | -               | definitivo |

| Cessioni                               | Cessioni              | Cessioni        | Cessioni   |
| R.                                     | Nome                  | a               | Modalità   |
| -------------------------------------- | --------------------- | --------------- | ---------- |
| P                                      | Averie Allard         | Lugano          | definitivo |
| S                                      | Edina Begić           | Kuzeyboru       | definitivo |
| P                                      | Letizia Camera        | Pinerolo        | definitivo |
| S                                      | Hanna Hryškevič       | Bergamo 1991    | definitivo |
| S                                      | Jordan Larson         | -               | svincolata |
| L                                      | Beatrice Negretti     | Talmassons      | definitivo |
| C                                      | Jovana Stevanović     | Eczacıbaşı      | definitivo |
| O                                      | Magdalena Stysiak     | Fenerbahçe      | definitivo |
| O                                      | Jordan Thompson       | VakıfBank       | definitivo |
| Trasferimenti nel corso della stagione |                       |                 |            |
| S                                      | Kara Bajema           | Jakarta BNI     | definitivo |
| L                                      | Beatrice Parrocchiale | Savino Del Bene | definitivo |

## Risultati

### Serie A1

#### Girone di andata
| 1ª giornata - 8 ottobre 2023 Palalido, Milano               | Pro Victoria | 3 - 0 | UYBA            | 25-21, 25-10, 25-12               |
| 2ª giornata - 14 ottobre 2023 PalaTrento, Trentino          | Trentino     | 1 - 3 | Pro Victoria    | 17-25, 20-25, 25-23, 18-25        |
| 3ª giornata - 22 ottobre 2023 Palalido, Milano              | Pro Victoria | 3 - 2 | Savino Del Bene | 27-25, 25-18, 25-27, 22-25, 16-14 |
| 4ª giornata - 22 novembre 2023 Arena di Monza, Monza        | Pro Victoria | 3 - 0 | Chieri '76      | 25-19, 25-19, 25-16               |
| 5ª giornata - 1º novembre 2023 PalaFacchetti, Treviglio     | Bergamo 1991 | 1 - 3 | Pro Victoria    | 23-25, 22-25, 25-20, 18-25        |
| 6ª giornata - 5 novembre 2023 Forum di Milano, Assago       | Pro Victoria | 1 - 3 | Imoco           | 25-23, 18-25, 20-25, 15-25        |
| 7ª giornata - 12 novembre 2023 PalaTerdoppio, Novara        | AGIL         | 1 - 3 | Pro Victoria    | 16-25, 25-23, 23-25, 21-25        |
| 8ª giornata - 19 novembre 2023 Palalido, Milano             | Pro Victoria | 3 - 0 | Pinerolo        | 25-16, 25-19, 25-17               |
| 9ª giornata - 26 novembre 2023 Palazzetto dello Sport, Roma | Roma Club    | 0 - 3 | Pro Victoria    | 21-25, 18-25, 22-25               |
| 10ª giornata - 3 dicembre 2023 Arena di Monza, Monza        | Pro Victoria | 3 - 2 | Casalmaggiore   | 24-26, 27-25, 25-18, 23-25, 15-2  |
| 11ª giornata - 10 dicembre 2023 PalaCastagnaretta, Cuneo    | Cuneo Granda | 0 - 3 | Pro Victoria    | 18-25, 15-25, 14-25               |
| 12ª giornata - 17 dicembre 2023 PalaWanny, Firenze          | Firenze      | 0 - 3 | Pro Victoria    | 19-25 22-25 20-25                 |
| 13ª giornata - 23 dicembre 2023 Palalido, Milano            | Pro Victoria | 3 - 0 | Megavolley      | 25-20, 25-13, 25-10               |

#### Girone di ritorno
| 14ª giornata - 26 dicembre 2023 PalaPiantanida, Busto Arsizio                | UYBA            | 1 - 3 | Pro Victoria | 28-30, 25-17, 15-25, 17-25        |
| 15ª giornata - 7 gennaio 2024 Palalido, Milano                               | Pro Victoria    | 3 - 0 | Trentino     | 25-13, 25-23, 25-22               |
| 16ª giornata - 13 gennaio 2024 PalaWanny, Firenze                            | Savino Del Bene | 0 - 3 | Pro Victoria | 20-25, 21-25, 15-25               |
| 17ª giornata - 21 gennaio 2024 Palazzetto dello Sport Gianni Asti, Torino    | Chieri '76      | 2 - 3 | Pro Victoria | 25-21, 23-25, 23-25, 27-25, 13-15 |
| 18ª giornata - 28 gennaio 2024 Palalido, Milano                              | Pro Victoria    | 3 - 1 | Bergamo 1991 | 25-19, 23-25, 25-20, 25-19        |
| 19ª giornata - 4 febbraio 2024 PalaVerde, Villorba                           | Imoco           | 3 - 0 | Pro Victoria | 25-23, 25-18, 25-18               |
| 20ª giornata - 10 febbraio 2024 Palalido, Milano                             | Pro Victoria    | 2 - 3 | AGIL         | 27-29, 25-19, 19-25, 25-22, 12-15 |
| 21ª giornata - 25 febbraio 2024 Palazzetto dello Sport, Villafranca Piemonte | Pinerolo        | 2 - 3 | Pro Victoria | 25-23, 18-25, 25-22, 19-25, 10-15 |
| 22ª giornata - 3 marzo 2024 Arena di Monza, Monza                            | Pro Victoria    | 3 - 2 | Roma Club    | 23-25, 25-19, 18-25, 25-21, 18-16 |
| 23ª giornata - 6 marzo 2024 PalaRadi, Cremona                                | Casalmaggiore   | 3 - 2 | Pro Victoria | 25-18, 17-25, 25-21, 23-25, 15-13 |
| 24ª giornata - 9 marzo 2024 Arena di Monza, Monza                            | Pro Victoria    | 3 - 0 | Cuneo Granda | 25-19, 25-23, 25-20               |
| 25ª giornata - 16 marzo 2024 Palalido, Milano                                | Pro Victoria    | 3 - 1 | Firenze      | 25-19, 20-25, 25-17, 25-21        |
| 26ª giornata - 24 marzo 2024 PalaCampanara, Pesaro                           | Megavolley      | 3 - 0 | Pro Victoria | 27-25, 25-19, 25-22               |

#### Play-off scudetto
| Quarti di finale (gara 1) - 27 marzo 2024 Palalido, Milano                             | Pro Victoria    | 3 - 2 | Pinerolo        | 25-20, 23-25, 23-25, 25-21, 15-13 |
| Quarti di finale (gara 2) - 31 marzo 2024 Palazzetto dello Sport, Villafranca Piemonte | Pinerolo        | 1 - 3 | Pro Victoria    | 13-25, 25-22, 16-25, 21-25        |
| Semifinali (gara 1) - 4 aprile 2024 PalaWanny, Firenze                                 | Savino Del Bene | 3 - 0 | Pro Victoria    | 25-23, 25-22, 25-22               |
| Semifinali (gara 2) - 10 aprile 2024 Palalido, Milano                                  | Pro Victoria    | 0 - 3 | Savino Del Bene | 22-25, 22-25, 21-25               |

### Coppa Italia
| Quarti di finale - 24 gennaio 2024 Palalido, Milano | Pro Victoria | 3 - 0 | Roma Club       | 25-16, 25-5, 25-15                |
| Semifinali - 17 febbraio 2024 PalaTrieste, Trieste  | Pro Victoria | 3 - 2 | Savino Del Bene | 21-25, 25-16, 25-17, 14-25, 15-10 |
| Finale - 18 febbraio 2024 PalaTrieste, Trieste      | Imoco        | 3 - 2 | Pro Victoria    | 25-21, 22-25, 25-19, 19-25, 15-11 |

### Supercoppa italiana
| Finale - 28 ottobre 2023 Modigliani Forum, Livorno | Imoco | 3 - 1 | Pro Victoria | 26-24, 21-25, 25-23, 25-20 |

### Champions League

#### Fase a gironi
| 1ª giornata - 9 novembre 2023 Arena di Monza, Monza            | Pro Victoria           | 3 - 0 | Jedinstvo Stara Pazova | 25-15, 25-16, 25-20               |
| 2ª giornata - 14 novembre 2023 Palais des Sports, Mulhouse     | Mulhouse               | 0 - 3 | Pro Victoria           | 11-25, 12-25, 22-25               |
| 3ª giornata - 29 novembre 2023 VakıfBank Spor Sarayı, Istanbul | VakıfBank              | 0 - 3 | Pro Victoria           | 17-25, 17-25, 16-25               |
| 4ª giornata - 6 dicembre 2023 Arena di Monza, Monza            | Pro Victoria           | 3 - 1 | Mulhouse               | 25-18, 18-25, 25-16, 25-13        |
| 5ª giornata - 10 gennaio 2024 Sportsko Poslovni Centar, Ruma   | Jedinstvo Stara Pazova | 0 - 3 | Pro Victoria           | 14-25, 16-25, 13-25               |
| 6ª giornata - 16 gennaio 2024 Palalido, Milano                 | Pro Victoria           | 2 - 3 | VakıfBank              | 20-25, 17-25, 25-22, 25-18, 12-15 |

#### Fase a eliminazione diretta
| Quarti di finale (andata) - 20 febbraio 2024 Łódź Sport Arena, Łódź     | ŁKS          | 1 - 3 | Pro Victoria | 18-25, 25-14, 18-25, 14-25                   |
| Quarti di finale (ritorno) - 29 febbraio 2024 Palalido, Milano          | Pro Victoria | 3 - 0 | ŁKS          | 25-21, 25-14, 25-23                          |
| Semifinali (andata) - 12 marzo 2024 Palalido, Milano                    | Pro Victoria | 3 - 0 | Fenerbahçe   | 25-21, 27-25, 25-20                          |
| Semifinali (ritorno) - 19 marzo 2024 Burhan Felek Spor Salonu, Istanbul | Fenerbahçe   | 3 - 1 | Pro Victoria | 25-15, 26-28, 25-22, 25-23 Golden set: 11-15 |
| Finale - 5 maggio 2024 Antalya Spor Salonu, Adalia                      | Imoco        | 3 - 2 | Pro Victoria | 25-14, 23-25, 25-19, 19-25, 15-9             |

## Statistiche

### Statistiche di squadra
| Competizione        | Punti | In casa | In casa | In casa | In trasferta | In trasferta | In trasferta | Totale | Totale | Totale |
| Competizione        | Punti | G       | V       | P       | G            | V            | P            | G      | V      | P      |
| ------------------- | ----- | ------- | ------- | ------- | ------------ | ------------ | ------------ | ------ | ------ | ------ |
| Serie A1            | 60    | 15      | 12      | 3       | 15           | 11           | 4            | 30     | 23     | 7      |
| Coppa Italia        | -     | 1       | 1       | 0       | 0            | 0            | 0            | 3      | 2      | 1      |
| Supercoppa italiana | -     | -       | -       | -       | -            | -            | -            | 1      | 0      | 1      |
| Champions League    | 16    | 5       | 4       | 1       | 5            | 4            | 1            | 11     | 8      | 3      |
| Totale              | -     | 21      | 17      | 4       | 20           | 15           | 5            | 45     | 33     | 12     |

G = partite giocate; V = partite vinte; P = partite perse

### Statistiche dei giocatori
| Giocatore       | Serie A1 | Serie A1 | Serie A1 | Serie A1 | Serie A1 | Coppa Italia | Coppa Italia | Coppa Italia | Coppa Italia | Coppa Italia | Supercoppa italiana | Supercoppa italiana | Supercoppa italiana | Supercoppa italiana | Supercoppa italiana | Champions League | Champions League | Champions League | Champions League | Champions League | Totale | Totale | Totale | Totale | Totale |
| Giocatore       | P        | PT       | AV       | MV       | BV       | P            | PT           | AV           | MV           | BV           | P                   | PT                  | AV                  | MV                  | BV                  | P                | PT               | AV               | MV               | BV               | P      | PT     | AV     | MV     | BV     |
| --------------- | -------- | -------- | -------- | -------- | -------- | ------------ | ------------ | ------------ | ------------ | ------------ | ------------------- | ------------------- | ------------------- | ------------------- | ------------------- | ---------------- | ---------------- | ---------------- | ---------------- | ---------------- | ------ | ------ | ------ | ------ | ------ |
| K. Bajema       | 22       | 121      | 91       | 19       | 11       | 2            | 9            | 6            | 2            | 1            | 1                   | 7                   | 6                   | 0                   | 1                   | 8                | 57               | 37               | 13               | 7                | 33     | 194    | 140    | 34     | 20     |
| S. Candi        | 26       | 148      | 87       | 53       | 8        | 1            | 0            | 0            | 0            | 0            | 1                   | 8                   | 5                   | 2                   | 1                   | 6                | 19               | 11               | 8                | 0                | 34     | 175    | 103    | 63     | 9      |
| B. Castillo     | 26       | 0        | 0        | 0        | 0        | 3            | 0            | 0            | 0            | 0            | -                   | -                   | -                   | -                   | -                   | 10               | 0                | 0                | 0                | 0                | 39     | 0      | 0      | 0      | 0      |
| H. Cazaute      | 25       | 187      | 148      | 11       | 28       | 2            | 0            | 0            | 0            | 0            | 1                   | 3                   | 3                   | 0                   | 0                   | 10               | 60               | 49               | 3                | 8                | 38     | 250    | 200    | 14     | 36     |
| N. Daalderop    | 19       | 124      | 102      | 17       | 5        | 2            | 15           | 12           | 2            | 1            | 1                   | 1                   | 1                   | 0                   | 0                   | 6                | 34               | 31               | 2                | 1                | 28     | 174    | 146    | 21     | 7      |
| P. Egonu        | 29       | 638      | 526      | 62       | 50       | 3            | 81           | 60           | 9            | 12           | 1                   | 21                  | 18                  | 2                   | 1                   | 11               | 219              | 181              | 23               | 15               | 44     | 959    | 785    | 96     | 78     |
| R. Folie        | 11       | 93       | 59       | 32       | 2        | 3            | 33           | 21           | 9            | 3            | 0                   | 0                   | 0                   | 0                   | 0                   | 4                | 43               | 19               | 21               | 3                | 18     | 169    | 99     | 62     | 8      |
| L. Heyrman      | 25       | 146      | 107      | 32       | 7        | 2            | 9            | 5            | 4            | 0            | 1                   | 2                   | 2                   | 0                   | 0                   | 8                | 62               | 38               | 21               | 3                | 36     | 219    | 152    | 57     | 10     |
| A. Malual       | 24       | 68       | 59       | 7        | 2        | 2            | 1            | 1            | 0            | 0            | 1                   | 1                   | 1                   | 0                   | 0                   | 8                | 7                | 2                | 1                | 4                | 35     | 77     | 63     | 8      | 6      |
| A. Orro         | 25       | 85       | 47       | 17       | 21       | 3            | 12           | 5            | 2            | 5            | 1                   | 3                   | 1                   | 1                   | 1                   | 9                | 22               | 16               | 2                | 4                | 38     | 122    | 69     | 22     | 31     |
| B. Parrocchiale | 4        | 0        | 0        | 0        | 0        | -            | -            | -            | -            | -            | 1                   | 0                   | 0                   | 0                   | 0                   | -                | -                | -                | -                | -                | 5      | 0      | 0      | 0      | 0      |
| V. Prandi       | 13       | 10       | 3        | 6        | 1        | 1            | 0            | 0            | 0            | 0            | 0                   | 0                   | 0                   | 0                   | 0                   | 6                | 7                | 2                | 1                | 4                | 20     | 17     | 5      | 7      | 5      |
| T. Pušić        | 8        | 0        | 0        | 0        | 0        | 1            | 0            | 0            | 0            | 0            | -                   | -                   | -                   | -                   | -                   | 4                | 0                | 0                | 0                | 0                | 13     | 0      | 0      | 0      | 0      |
| D. Rettke       | 22       | 174      | 122      | 35       | 17       | 2            | 26           | 22           | 3            | 1            | 1                   | 11                  | 7                   | 2                   | 2                   | 11               | 91               | 61               | 28               | 2                | 36     | 302    | 212    | 68     | 22     |
| M. Sylla        | 24       | 250      | 209      | 29       | 12       | 2            | 32           | 26           | 5            | 1            | 1                   | 8                   | 7                   | 1                   | 0                   | 9                | 86               | 68               | 15               | 3                | 36     | 376    | 310    | 50     | 16     |

P = presenze; PT = punti totali; AV = attacchi vincenti; MV = muri vincenti; BV = battute vincenti